# على جناح الدم
رواية على جناح الدم لشعبان حسونة شعبان حسونة، تحكي حياة الاستشهادي بمشاهد غنية في تفاصيلها بالتشويق والإثارة والعاطفة. هذه الرواية بالإضافة إلى رواية «ظل الغيمة السوداء» كانتا السبب في منح كاتبهما الأسير شعبان حسونة عضوية اتحاد الكتاب الفلسطينيين عام 2005. في سنوات الأسر كان يُسرب شعبان حسونة كتاباته خلسةً في كبسولات ورقية صغبرة، وكان قد سرب روايته «ظل الغيمة السوداء» في عشر كبسولات بخط دقيق جدًا التي عالج من خلالها قضية السقوط في وحل العمالة مع الاحتلال، وكانت تُناقش بعض المفاهيم الخاطئة التي تُقحم أسرة العميل في ذنبه.

## عن كاتب الرواية
ولد شعبان حسونة شعبان حسونة في مدينة بئر السبع. قضى شعبان حسونة 22 عاما في سجون الاحتلال الاسرائيلي، اعتقل اداريا عام 1988 لمدة 6 شهور حينما كان يبلغ من العمر 18 عاما، على خلفية نشاطاته في الانتفاضة الأولى 1987، وبعد عام ونصف اعتقل بتاريخ 4/1/1990.